# 洗馬橋停留場
洗馬橋停留場（せんばばしていりゅうじょう）は熊本県熊本市中央区新町二丁目にある熊本市交通局（熊本市電）の電停。熊本中央郵便局の最寄であることから熊本中央郵便局前という副名称がある。停留所番号はB8。B系統が停車する。
鉄道と道路と歩道の併用橋が架けられているが、その漢字表記は電停名と異なり「船場橋」である。新町電停 - 当電停間は専用軌道区間となる。

## 利用可能な路線
- 熊本市交通局
  - 上熊本線 - ■B系統

## 歴史

### 年表
- 1929年（昭和4年）6月20日：塩屋町駅として開業。
- 時期不明：廃止。
- 1948年（昭和23年）5月：塩屋町駅として再び開業。
- 1981年（昭和56年）：洗馬橋停留場[注釈 1]に改称。

### 停留場名の由来
周辺の地名にちなむ。加藤清正の坪井川付け替えの際に水路が開削され船着き場が設けられ、大正時代まで熊本城下への水運の拠点となっていた。船着き場にちなんで東側に船場という町名が付けられた。洗馬という呼称は俳句などを詠む際に戦場・洗馬などの言葉と掛けていたのがはじまりだと言われている。

## 停留場構造

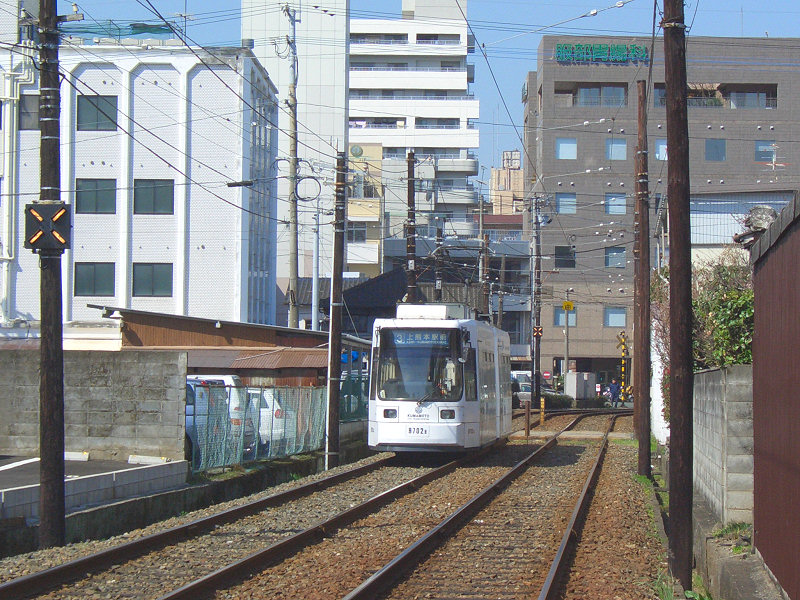
専用軌道区間

相対式2面2線。歩道から直接アクセスでき、車椅子対応である。電車接近案内時には当地が舞台の童歌・あんたがたどこさのメロディーが流れる。
| のりば | 路線               | 方向 | 行先                                   | 備考                                   |
| ------ | ------------------ | ---- | -------------------------------------- | -------------------------------------- |
| 南側   | ■B系統（上熊本線） | 上り | 段山町・本妙寺入口・上熊本方面         |                                        |
| 北側   | ■B系統（上熊本線） | 下り | 辛島町・通町筋・水前寺公園・健軍町方面 | 熊本駅前方面は辛島町で■A系統に乗り換え |

## 利用状況
| 1日乗降人員推移 | 1日乗降人員推移 |
| 年度            | 1日平均人数     |
| --------------- | --------------- |
| 2011年          | 543             |
| 2012年          | 518             |
| 2013年          | 664             |
| 2014年          | 659             |
| 2015年          | 712             |
| 2016年          | 647             |
| 2017年          | 581             |
| 2018年          | 627             |
| 2019年          | 605             |
| 2020年          | 493             |
| 2021年          | 547             |
| 2022年          | 476             |

## 停留場周辺

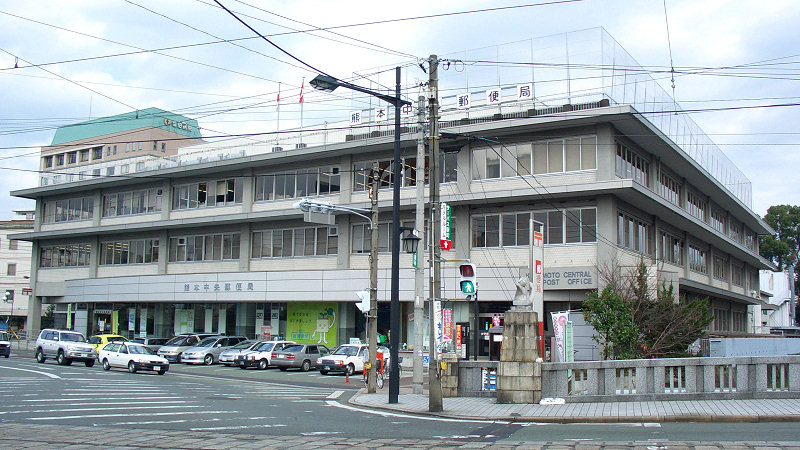
熊本中央郵便局

熊本市旧市街地の新町地区の東端に位置する。東側の坪井川対岸はあんたがたどこさにも歌われた船場町である。現在は住宅街で近年はマンションが増加している。
- 熊本県立第一高等学校
- 熊本中央郵便局（日本郵便熊本支店併設）
- 文林堂本店
- 福田病院
- 徳光屋本店
- 富重写真館 - 西南戦争で焼失する前の熊本城を撮影した富重利平が創業。

## バス路線
当停留場から最寄りのバス停留所熊本中央郵便局前にある中央郵便局前バス停。
| 系統                                                     | 運行業者           | 行先 | 備考                                                 |
| 桜町BT、水道町方面                                       | 桜町BT、水道町方面 | 桜町BT、水道町方面                                                                                               | 桜町BT、水道町方面                                   |
| -------------------------------------------------------- | ------------------ | --- | ---------------------------------------------------- |
| G3-1・G3-2                                               | 都市バス           | （G3-1）桜町BT、県立劇場前、（G3-2）水前寺駅北口（桜町BT・通町筋・熊本整形外科病院前・大江渡鹿・県立劇場前経由） | G3-1の一部便は「桜町BT」止めと「水道町」止め便あり。 |
| U2-1・U2-2・U3-1                                         | 産交バス           | 桜町BT |                                                      |
| U4-2・U4-3                                               | 産交バス           | 水道町（桜町BT・通町筋経由）                                                                                     |                                                      |
| 本妙寺電停前、上熊本駅方面・城西校前、谷尾崎、池の上方面 |                    | |                                                      |
| U2-1                                                     | 産交バス           | 植木駐車場（上熊本駅・和泉・万楽寺・菱形小学校入口・植木・北区役所前経由）                                       |                                                      |
| U2-2                                                     | 産交バス           | 万楽寺（上熊本駅・西里駅前経由）                                                                                 |                                                      |
| U3-1                                                     | 産交バス           | 河内温泉（本妙寺・峠の茶屋・岩戸観音入口・河内中学校前経由）                                                     |                                                      |
| U4-1                                                     | 都市バス           | 城西校北（城西校前経由）                                                                                         |                                                      |
| U4-2                                                     | 産交バス           | 谷尾崎 |                                                      |
| U4-3                                                     | 産交バス           | 小島産交（谷尾崎・池の上・上高橋・西区役所経由）                                                                 |                                                      |

## 隣の停留場
熊本市交通局
■B系統（上熊本線）
新町電停 (B7) - 洗馬橋電停 (B8) - 西辛島町電停 (B9)